# Bộ Nhân (儿)
Bộ Nhân (ㄦ), đôi khi được gọi là Nhân đi (để phân biệt với bộ Nhân 人) là một trong 23 bộ thủ được cấu tạo từ 2 nét trong tổng số 214 Bộ thủ Khang Hy. Bộ này mô tả chân người, nên ở Nhật Bản được gọi là Hitoashi (人足 - Nhân Túc, nghĩa là "chân người").
Do chính phủ Trung Quốc lấy bộ này làm chữ giản thể cho chữ 兒 (nhi) nên đôi khi nó được gọi với tên không chính xác là "Bộ Nhi".
Trong Khang Hi tự điển, có 52 ký tự (trong số 49.030) được tìm thấy dưới bộ thủ này.
Chú ý bộ Nhân (ㄦ) dễ bị nhầm sang chữ ru (ル) của katakana.

## Chữ dùng bộ Nhân (ㄦ)

Giáp cốt văn
Kim văn
Đại triện
Tiểu triện

| Số nét | Chữ                  |
| ------ | -------------------- |
| 2 nét  | 儿                   |
| 3 nét  | 兀                   |
| 4 nét  | 允 兂 元             |
| 5 nét  | 兄                   |
| 6 nét  | 充 兆 兇 先 光 兊 尧 |
| 7 nét  | 克 兌 兎 兏 児 兑    |
| 8 nét  | 免 兒 兓 兔 兕 兖    |
| 9 nét  | 兗 兘 兙             |
| 10 nét | 党 兛                |
| 11 nét | 兜 兝 兞             |
| 12 nét | 兟 兠                |
| 13 nét | 兡                   |
| 14 nét | 兢                   |
| 16 nét | 兣                   |
| 21 nét | 兤                   |